# Good Pine
Good Pine es un lugar designado por el censo ubicado en el parroquia de La Salle en el estado estadounidense de Luisiana. En el censo de 2020 tenía una población de 259 habitantes y una densidad poblacional de 128,86 habitantes por km². Fue incluido como CDP en el censo de 2020. 

## Geografía
Good Pine se encuentra ubicado en las coordenadas 31°41′36″N 92°09′49″O / 31.69333, -92.16361. Según la Oficina del Censo de los Estados Unidos,  tiene una superficie total de 2,01 km², de la cual 1,99 km² corresponden a tierra firme y 0,02 km² a agua.